# Phänomen Granit 1500
Der Phänomen Granit 1500 ist ein leichter Lastkraftwagen der Gustav Hiller AG und damit der späteren VEB Kraftfahrzeugwerk Phänomen Zittau (Robur-Werke in Zittau).

## Entwicklung
Die Entwicklung dieses Modells durch die Gustav Hiller AG begann während des Zweiten Weltkriegs. Unter der Marke Phänomen baute Hiller bereits mit den Modellen Phänomen Granit 25 und Granit 30 leichte Lastkraftwagen, die auch als Kastenwagen für den Sanitätsdienst oder als Funkwagen genutzt wurden.
Schon vor Kriegsbeginn 1939 zeichnete sich ab, dass die Typenvielfalt in der Ausrüstung der deutschen Streitkräfte zwangsläufig zu Versorgungsproblemen führen würde. Mit dem Schell-Plan wurde eine Vereinheitlichung der Typen angestrebt. Das Ergebnis war der Typ Phänomen Granit 1500, der dem vorgegebenen Standard für Fahrzeuge mit einer Nutzlast von 1500 kg entsprach.

## Produktion
Der Phänomen Granit 1500 wurde für die Wehrmacht als Typ S mit Hinterachs- und als Typ A mit Allradantrieb gebaut. Typisch für den Typ S war die Zwillingsbereifung der Hinterachse, der seltenere Typ A ist dabei an einer größeren Zahl von Schrauben der vorderen Felge und an einfachen Hinterrädern zu erkennen.
Die als Krankenkraftwagen für den Sanitätsdienst vorgesehenen Fahrzeuge erhielten eine verbesserte Federung der Hinterachse, um die Erschütterungen während des Transports zu verringern. Allradfahrzeuge wurden mit größeren Reifen ausgestattet.
Im Verlauf des Krieges erfolgten fertigungstechnische Optimierungen wie die Vereinfachung der vorderen Kotflügel und am Kriegsende die Verwendung des Einheitsfahrerhauses und die Montage des Ersatzrades vor dem Kühler.
Nach der Demontage der Produktionsanlagen wurden im Werk der Gustav Hiller AG zunächst vor allem sowjetische Fahrzeuge repariert.
Da jedoch großer Bedarf an Lastkraftwagen bestand, wurde die Produktion bald wieder aufgenommen. Der Nachkriegs-Phänomen Granit 1500 wurde als Phänomen Granit 27 erstmals auf der Frühjahrsmesse 1948 in Leipzig vorgestellt und ab 1949 in Serie produziert. 1949 wurde die zulässige Nutzlast auf 2 Tonnen erhöht. Die Motorleistung musste wegen der schlechten Benzinqualität auf 100 PS gedrosselt werden. 1950 wurden 827 Granit 27 (1500) ausgeliefert. Ab 1951 standen für dieses Fahrzeugmodell ein Vergasermotor und ein Dieselmotor zur Verfügung.

## Modellvarianten
- Pritsche
- Krankenkraftwagen (Heereskrankenaufbau)
- Funkwagen

## Technische Ausstattung
Der Wagen hatte ein unsynchronisiertes Vierganggetriebe mit zusätzlicher Geländeübersetzung, einen U-Profil-Rahmen und hydraulisch betätigte Trommelbremsen.